# Excommunication des comédiens
 (juillet 2011).
L'excommunication des comédiens fait référence à la coutume catholique du IVe siècle au XVIIIe siècle d'excommunier les acteurs de théâtres.

## Fondement idéologique
Dans la droite ligne de l’infamie légale des comédiens de la Rome antique qui les privent de droits civiques tels que les magistratures, plusieurs conciles provinciaux, nationaux ou généraux jugent la foi chrétienne incompatible avec cette activité comparée à la prostitution. Ainsi le concile d'Elvire en Espagne, tenu en l’an 305, oblige en son canon 62 les « histrions, pantomimes et cochers du cirque » à renoncer à leur métier pour embrasser la foi chrétienne.

## Application
Au cours des siècles qui nous sont relativement bien connus sur le plan théâtral, les canons de l’Église ont été appliqués de manière plus ou moins patente, plus ou moins avouée, plus ou moins stricte. Lorsqu’en 1629 Louis XIII attribue définitivement l’hôtel de Bourgogne aux comédiens du roi ou le 16 avril 1641 promulgue un édit royal indiquant que le travail du comédien « ne puisse leur être imputé à blâme, ni préjudice à leur réputation dans le commerce public ».

## Quelques exemples

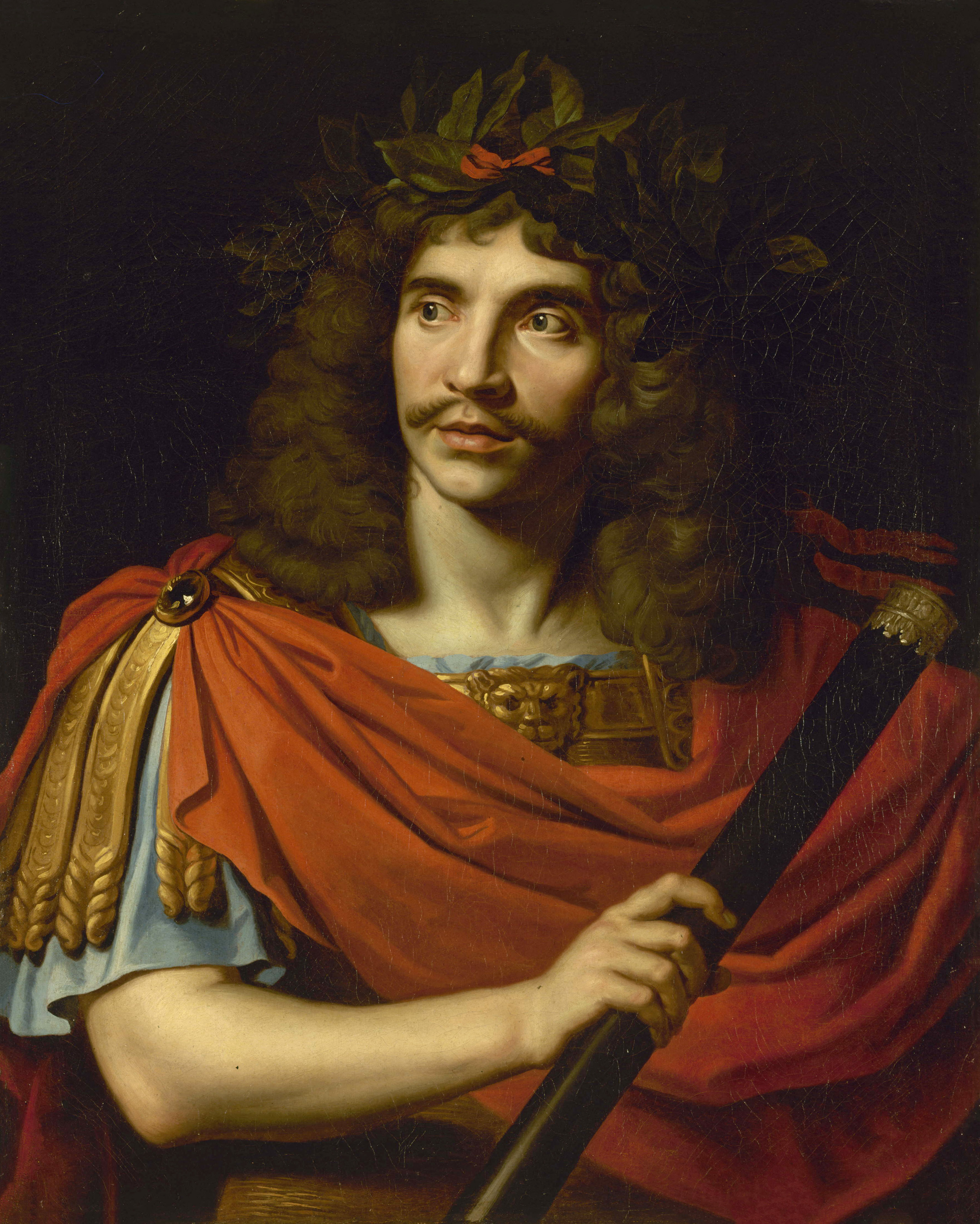
Molière (1622-1673) est la plus célèbre victime de l'excommunication des comédiens.

- Molière : décédé en 1673. Le curé de Saint-Eustache lui refusa les derniers sacrements. À la demande de Louis XIV cependant, l'archevêque de Paris autorisa qu'on lui donne une sépulture ecclésiastique dans le cimetière de la paroisse, pour autant qu'il n'y ait aucune cérémonie et que le corps du défunt soit transporté le soir.
- Rosimond : décédé en 1686 sans avoir eu le temps de renoncer à sa profession, il est enseveli sans clergé dans un endroit du cimetière où l'on enterre les enfants morts sans baptême.
- Adrienne Lecouvreur : décédée en 1730, elle refuse de renoncer au théâtre et est ensevelie au milieu de la nuit sur les berges de la Seine.
- Mlle Chameroy : décédée en 1802, la foule crée une émeute devant l'église Saint-Roch, ce qui déclenche un scandale politique.
- Mlle Raucourt : décédée en 1815, la foule enfonce les portes de l'église Saint-Roch pour y faire entrer son cercueil (confusion possible avec les obsèques de Mlle Chameroy).